# Pieter Mansvelt Beck
Pieter Engelbertus Adrianus Mansvelt Beck (Apeldoorn, 7 november 1880 – Rijswijk, 12 januari 1968) was een Nederlands kunstschilder en beeldhouwer.

## Biografie
Mansvelt Beck werd geboren als zoon in een gezin met tien kinderen van Frederik Willem Johannes Mansvelt Beck en Catharina ter Laak. In 1904 huwde hij in Den Haag met Johanna Hendrica Michaelina Burgdorfer. Hij was toen reeds kunstschilder. Het echtpaar kreeg vijf kinderen.
Hij volgde eerst de Academie van Beeldende Kunsten in Den Haag en later, rond 1904, de Academie van Beeldende Kunsten Rotterdam. Hij was leerling van Willem Justus Ising, Johan Herman Isings, Jozef Israëls, Alexander van Maasdijk en Ferdinand Oldewelt.
Mansvelt Beck ontwikkelde zich van kunstschilder en beeldhouwer tot aquarellist, tekenaar, pastellist en tekenleraar.
Hij was lid van vereniging Delftse Vereniging ter Bevordering van Schone Kunsten.
Hij werkte in een krachtige, impressionistische stijl. Zijn oeuvre bestaat uit genrestukken, portretten, landschappen, zeegezichten, bloemen, dieren en stadsgezichten.
Mansvelt Beck was werkzaam in Apeldoorn, Nunspeet, Den Haag, Delft en Rijswijk.
- Biografisch Portaal: 75881501
- RKD-Nederlands Instituut voor Kunstgeschiedenis: 52400